# Kamahöhen
Die Kamahöhen (russisch Верхнекамская возвышенность, Werchnekamskaja woswyschennost) sind ein bis 337 m hoher Höhenzug im osteuropäischen Teil Russlands am Oberlauf der Kama.
Der Bergrücken ist das Ursprungsgebiet der Kama und zahlreicher ihrer Nebenflüsse, darunter Tschepza (Nebenfluss des Kamanebenflusses Wjatka), Kossa und Inwa. Der Höhenzug ist stark zergliedert und ist durchschnittlich zwischen 240 und 280 m, die Hochflächen 300–335 m hoch.
Der höchste Punkt der Kamahöhen ist der Berg Krasnojar im Rajon Afanassjewo in der Oblast Kirow. In dem mit Nadelwäldern bedeckten Mittelgebirge werden Vorkommen von Erdöl vermutet.